# Минарет Кесик
Минарет Кесик (тур. Kesik Minare, Усечённый минарет или Сломанный минарет) — историческое сооружение в турецком городе Анталья. Наименование относится не только к минарету, наиболее сохранившейся части комплекса, но и к руинам бывшей мечети, также известной как мечеть Коркут (тур. Korkut Camii). Здание мечети частично сохраняет фрагменты предшествующих зданий, начиная со II века н. э.

## История

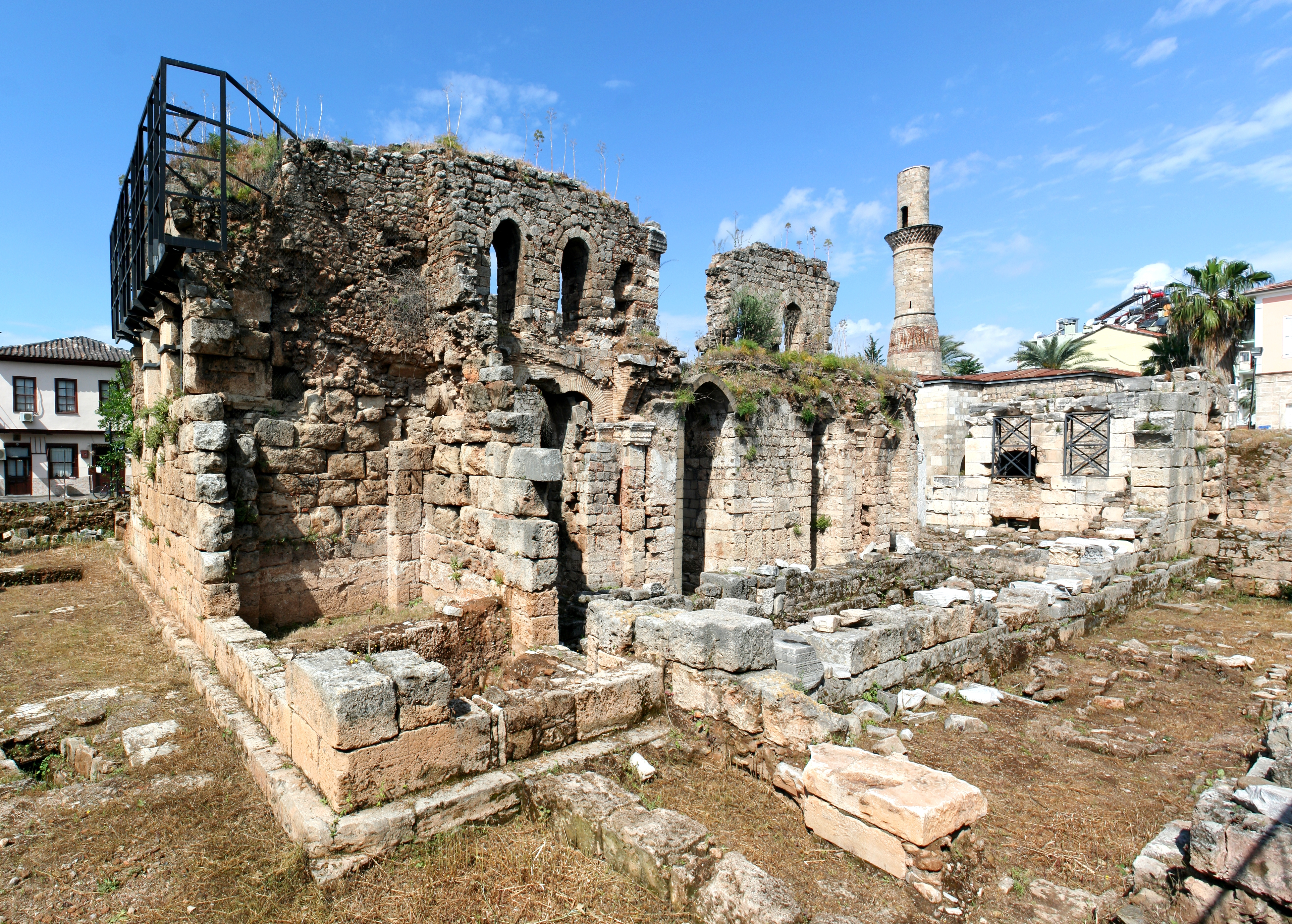
Руины здания храма (мечети)

Первоначальное строение, воздвигнутое в период римского правления во II веке н. э., было языческим храмом в классическом стиле. В византийскую эпоху, в VII веке, было снесено и перестроено в христианскую церковь в честь Богоматери (греч. Παναγία}. При строительстве использованы многие элементы античного храма, к том числе каменные блоки и капители. В VII веке, во время арабского вторжения, здание было повреждено, восстановлено только в IX веке. После вторжения турок-сельджуков в XIII веке здание превращено в мечеть. После завоевания побережья королём Кипра Петром I в 1361 году храм вновь стал христианским. Однако вскоре Анталья вновь была завоёвана турками, а с 1423 года вошла в состав Османской империи. В период правления в Анталье шехзаде Коркута, сына султана Баязида II, здание было вновь перестроено в мечеть, получившую с тех пор название мечеть Коркут, тогда же построен современный минарет. В 1896 году мечеть была уничтожена пожаром и больше не восстанавливалась. В том числе пожаром была уничтожена деревянная верхушка минарета, отчего он и получил название. В 1975 году начались подготовительные работы для реставрации, но она так и не состоялась В 2019 году верхушка минарета была восстановлена.